# Wilson Bombarda
Wilson Bombarda (Lins, 7 ottobre 1930) è un ex cestista brasiliano.

## Carriera
Con il Brasile ha disputato i Campionati mondiali del 1954 e i Giochi olimpici di Melbourne 1956.